# Campeonato Mundial de Gimnasia Artística de 1996
El XXXII Campeonato Mundial de Gimnasia Artística se celebró en San Juan (Puerto Rico) entre el 15 y el 20 de abril de 1996 bajo la organización de la Federación Internacional de Gimnasia (FIG) y la Federación Puertorriqueña de Gimnasia.
Las competiciones se llevaron a cabo en el Coliseo Roberto Clemente. En este campeonato solo hubo competiciones individuales en aparatos.

## Resultados

### Masculino
| Evento            | Oro                                      | Plata                                                                 | Bronce                                 |
| ----------------- | ---------------------------------------- | --------------------------------------------------------------------- | -------------------------------------- |
| Suelo             | Vitali Sherbo · Bielorrusia · 9,787 pts. | Alexei Voropayev Rusia 9,700 pts.                                     | Grigori Misutin · Ucrania · 9,625 pts. |
| Caballo con arcos | Gil Su Pae Corea del Norte 9,825         | Donghua Li · Suiza · 9,812                                            | Alexei Nemov Rusia 9,787               |
| Anillas           | Jury Chechi · Italia · 9,825             | Jordan Jovtchev · Bulgaria / · Szilveszter Csollány · Hungría · 9,737 |                                        |
| Salto de potro    | Alexei Nemov Rusia 9,756                 | Hong Chul Yeo · Corea del Sur / · Andrea Massucchi · Italia · 9,743   |                                        |
| Paralelas         | Rustam Charipov · Ucrania · 9,750        | Vitali Sherbo · Bielorrusia / · Alexei Nemov · Rusia · 9,737          |                                        |
| Barra fija        | Jesús Carballo · España · 9,800          | Krasimir Dounev Bulgaria 9,775                                        | Vitali Sherbo · Bielorrusia · 9,762    |

### Femenino
| Evento             | Oro                                                              | Plata                             | Bronce                                                                   |
| ------------------ | ---------------------------------------------------------------- | --------------------------------- | ------------------------------------------------------------------------ |
| Suelo              | Gina Gogean Rumania / Yuanyuan Kui China 9,850 pts.              |                                   | Liubov Sheremeta · Ucrania / · Lavinia Miloşovici · Rumania · 9,800 pts. |
| Salto de potro     | Gina Gogean Rumania 9,800                                        | Simona Amânar Rumania 9,787       | Annia Portuondo · Cuba · 9,756                                           |
| Barras asimétricas | Svetlana Khorkina · Rusia / · Elena Piskun · Bielorrusia · 9,787 |                                   | Isabelle Severino Francia 9,775                                          |
| Barra              | Dina Kochetkova Rusia 9,887                                      | Alexandra Marinescu Rumania 9,812 | Xuan Liu China / Dominique Dawes Estados Unidos 9,800                    |

## Medallero
| Núm. | País            | Oro | Plata | Bronce | Total |
| ---- | --------------- | --- | ----- | ------ | ----- |
| 1    | Rusia           | 3   | 2     | 1      | 6     |
| 2    | Rumania         | 2   | 2     | 1      | 5     |
| 3    | Bielorrusia     | 2   | 1     | 1      | 4     |
| 4    | Italia          | 1   | 1     | 0      | 2     |
| 5    | Ucrania         | 1   | 0     | 2      | 3     |
| 6    | China           | 1   | 0     | 1      | 2     |
| 7    | Corea del Norte | 1   | 0     | 0      | 1     |
| 7    | España          | 1   | 0     | 0      | 1     |
| 9    | Bulgaria        | 0   | 2     | 0      | 2     |
| 10   | Corea del Sur   | 0   | 1     | 0      | 1     |
| 10   | Hungría         | 0   | 1     | 0      | 1     |
| 10   | Suiza           | 0   | 1     | 0      | 1     |
| 13   | Cuba            | 0   | 0     | 1      | 1     |
| 13   | Estados Unidos  | 0   | 0     | 1      | 1     |
| 13   | Francia         | 0   | 0     | 1      | 1     |
|      | TOTAL           | 12  | 11    | 9      | 32    |